# Фрој Гутијерез
Фројланд Гутијерез III (енгл. Froylan Gutierrez III; Хајланд Парк, 27. април 1998) амерички је глумац и певач.

## Биографија
Рођен је 27. априла 1998. године у Хајланд Парку. Након што га је један агент видео у локалној представи, 2015. године почео је да шаље аудиције. Отац му је пореклом Мексиканац. Изјашњава се као геј, а тренутно је у вези с Зејном Филипсом.

## Филмографија

### Филм
| Улоге Фроја Гутијереза |               |               |          |          |
| Година                 | Српски назив  | Изворни назив | Улога    | Напомена |
| 2017.                  |               |               | Џејсон   |          |
| 2018.                  |               |               | Енглез   |          |
| 2020.                  |               |               | Вес Скот |          |
| 2022.                  | Хокус-покус 2 |               | Мајк     |          |

### Телевизија
| Улоге Фроја Гутијереза |                |               |               |                |
| Година                 | Српски назив   | Изворни назив | Улога         | Напомена       |
| 2015—2016.             | Бела и Блудози |               | Чарли         | 3 епизоде      |
| 2016.                  | Голдбергови    |               | Бен           | 2 епизоде      |
| 2017.                  |                |               | Џош           | 4 епизоде      |
| 2017.                  | Млади вукодлак |               | Нолан Холовеј | споредна улога |
| 2018.                  |                |               | Даг           | 1 епизода      |
| 2019.                  | Лак као перо   |               | Риџ Рејес     | споредна улога |
| 2020.                  |                |               | Бред Карнеги  | споредна улога |
| 2021.                  |                |               | Џејми Хенсон  | главна улога   |